# A Tragédia de um Povo
A tragédia de um povo (título completo: A tragédia de um povo, a Revolução Russa de 1891-1924, em inglês:  A People's Tragedy: The Russian Revolution: 1891–1924) é um livro premiado escrito pelo historiador britânico Orlando Figes. Publicado pela primeira vez em 1996, narra a história da Rússia no periodo de 1891 – 1924. 
Figes começa com um esboço detalhado do regime czarista e os seus pontos fracos, no final do século XIX, e conclui com a morte de Lenin, em 1924, quando "os elementos básicos do regime stalinista - o partido unico, o sistema do terror e o culto da personalidade - estavam todos implementados ". O livro apresenta uma síntese dos vários pontos de vista sobre a revolução, intercaladas com documentos pessoais de testemunhas e participantes, e uma análise clara das forças pessoais e momentos históricos do período. Ele traça retratos penetrantes dos principais personagens, como czar Nicolau II, o primeiro-ministro Aleksandr Kerenski e os líderes revolucionários Lênin e Trotsky. Contando o sofrimento indescritível do povo russo, pela fome, e pela brutal guerra civil. Em 2008, o Times Literary Supplement listou-o como um dos "cem livros mais influentes desde a Segunda Guerra Mundial". Eric Hobsbawm, revisando o livro, chamou-o de uma "obra muito impressionante de escrita histórica".

## Enredo
Incomparável no alcance e fervilhando de drama humano, a Tragédia de um Povo começa por traçar um panorama da sociedade russa, desde o mundo recluso dos czares à vida brutal das massas no campo. A Tragédia de um Povo acompanha o percurso de trabalhadores, soldados, intelectuais e camponeses à medida que o seu mundo é consumido pela revolução e degenera em violência e ditadura.
Baseado em vasta pesquisa histórica, Figes demonstra acima de tudo que a revolução foi uma experiência chocante para quem a viveu, e conta com clareza e persuasão a forma e as razões de assim ter sido.
Ilustrado com mais de 100 fotografias e incluindo um prefácio à edição do centésimo aniversário que aborda a questão do legado da revolução. A Tragédia de um Povo é o registo magistral e inultrapassavel de um dos acontecimentos mais marcantes da história moderna.

## Prémios
- "Wolfson History Prize",
- "WH Smith Literary Award",
- "NCR Book Award",
- "Longman-History Today Awards" e o
- "Los Angeles Times Book Prize".

## Literatura
- Figes, Orlando (1996). "A People's Tragedy: The Russian Revolution: 1891-1924". Londres: Jonathan Cape. 923 páginas. ISBN 0-224-04162-2
- Figes, Orlando (1997). "A People's Tragedy: A History of the Russian Revolution". New York: Viking. 60 páginas. ISBN 0-670-85916-8